# كوشامو (تشيلي)
كوشامو (بالإسبانية: Cochamó) هي بلدية تقع في تشيلي في مقاطعة ليانكيوي في إقليم لوس لاغوس. يقدر عدد سكانها بـ 3,908 نسمة ومساحتها 3,910.8 كم2 وترتفع عن سطح البحر 7 متر.